# آراشیدونیک اسید
اسید آراشیدونیک یک اسید چرب اشباع نشده ۲۰ کربنی است که دارای ۴ پیوند دوگانه است. این اسید چرب، زیرمجموعه اسیدهای چرب امگا ۶ به حساب می‌آید. اسید آراشیدونیک یکی از چربی‌های مهم زیستی است که در بیشتر جانداران آلی، یافت می‌شود.
اسید آراشیدونیک عمدتاً از اسید لینولنیک موجود در غذا بدست می‌آید. در بدن تنها به شکل استریفیه، به عنوان یک جزئی از فسفولیپیدهای غشا سلول هست. اسید آراشیدونیک پیش‌ساز اصلی سنتز پروستانوئیدها می‌باشد. که به نوبه خود پیش ساز هورمون‌های مهمی می‌باشد. این هورمون‌ها را می‌توان به نام هورمون‌های با اثر کوتاه دانست، که در محل فرآوری خود به گونه موضعی اثر می‌کنند و با شتاب به گونه خودبه‌خود یا با آنزیم‌ها تجزیه می‌شوند.
فراورده‌هایی که از سوخت‌وساز اسید آراشیدونیک بدست می‌آیند تأثیرات متنوعی بر فرایندهای زیستی از جمله التهاب هموستاز دارند.
در ساختار اسید چرب به صورت زیر بیان میشود:
C20:4n-6

## نحوه ساخت
آنزیم فسفولیپاز فسفولیپیدهای غشای سلول (استریفیه) را به اسید آراشیدونیک (غیراستریفیه) تبدیل می‌کند. سپس آنزیم سیکلواکسیژناز باعث تبدیل اسید آراشیدونیک به پروستاگلاندینها می‌شود. آنزیم لیپواکسیژناز موجب تبدیل آرشیدونیک اسید به لکوترینها می‌شود.

Eicosanoid synthesis.